# Partido Popular Chiapaneco
El Partido Popular Chiapaneco es un partido político local del estado de Chiapas, México, con registro desde 2020. Ideológicamente el partido se considera de izquierda. En las elecciones estatales de 2024 forma parte de la coalición «Sigamos Haciendo Historia».

## Historia
En 2019 la organización civil «Pensemos en Chiapas» inició el proceso para conformarse como partido político. De mayo a diciembre realizó 126 asambleas municipales para cumplir con los requisitos para recibir su registro, de las cuales 82 fueron declaradas válidas y 38 fueron invalidadas por falta de cuórum. En junio de 2020 el Instituto de Elecciones y Participación Ciudadana de Chiapas autorizó a la organización civil a conformarse como como partido político bajo el nombre de «Partido Popular Chiapaneco».
En las elecciones estatales de 2021 el partido se presentó en solitario debido a que la legislación electoral prohíbe a los partidos recién creados integrarse a alguna coalición electoral. El partido obtuvo 0.70% de los votos emitidos para los ayuntamientos, y no logró el triunfo en ninguno de los 123 municipios del estado. En la elección para el Congreso del Estado de Chiapas el partido recibió el 0.81% de los sufragios y no consiguió representación ni de diputados de mayoría relativa ni de representación proporcional.
El 5 de enero de 2024 el Instituto de Elecciones y Participación Ciudadana de Chiapas canceló el registro del Partido Popular Chiapaneco debido a que no había cumplido con el umbral mínimo de votos requeridos en la elección estatal de 2021 para conservar su acreditación como partido estatal. El 13 de marzo el Tribunal Electoral del Poder Judicial de la Federación revirtió la decisión del Instituto Electoral y ordenó concederle el registro al partido debido a que la ley estatal sólo contempla la pérdida de registro tras haberse ejecutado todas las elecciones estatales vinculadas a la elección ordinaria. En el caso de la elección de 2021, nunca se pudieron llevar a cabo las elecciones ordinarias ni extraordinarias para los municipios de Honduras de la Sierra y Frontera Comalapa, de forma que nunca se cumplieron las condiciones para negarle el registro al partido.
En marzo de 2024, tras recuperar su registro, el partido se incorporó a la coalición «Sigamos Haciendo Historia», conformada por nueve partidos distintos, incluidos el partido Movimiento Regeneración Nacional (Morena), el Partido del Trabajo (PT) y el Partido Verde Ecologista de México (PVEM). La coalición acordó postular al senador Eduardo Ramírez Aguilar como su candidato a gobernador para las elecciones estatales de 2024.

## Resultados electorales

### Gobernador
|  | 0.50 % |

|  | 79.29 % |

### Diputados locales
|  | 0.81 % |

|  | 0.44 % |

### Ayuntamientos
|  | 0.70 % |

|  | 0.47 % |